# 크리스토퍼 위안
크리스토퍼 위안은 미국인 기독교 저자이자 연설가이다. 그는 무디신학교(MBI)에서 교수로 활동하고 있으며 전술한 곳에서 학사 학위를 받았다. 휘튼대학교에서는 성경주해를 전공해 석사 학위를 받았고 미네소타의 베델 신학대학교에서는 목회학 학위를 받았다.
그는 2011년에 나온 <먼나라 밖에서(Out of a Far Country): 하나님을 향한 게이 아들의 여정, 부서진 어머니의 희망 찾기>라는 책으로 알려져 있으며 자신의 경험담과 간증을 자주 연설한다.

## <먼나라 밖에서>
위안의 <먼나라 밖에서(Out of a Far Country): 하나님을 향한 게이 아들의 여정, 부서진 어머니의 희망 찾기>)는 그의 신앙의 여정을 다룬 책이다. 중국인 이민자 가정에서 촉망받는 아들이었던 그는 치의과대원을 다녔었다. 하지만 섹스와 마약, 술에 빠지고 자신의 성적 지향을 만끽하며 결국 부모에게 최후통첩을 날리듯 커밍아웃했다. 그의 어머니는 희망의 끈을 잡으며 기독교로 개종하게 되는데 아들의 구원을 위해서 기도한다. 학업의 등한으로 인해 중퇴에 이르게 된 위안은 에이즈에 걸리고 불법 마약 거래로 인해 감옥까지 가게 된다. 투옥 중 그는 이층 침대 천장에 적힌 예레미야서 29장 11절을 읽게 되고 그렇게 성경을 읽게 된다. 시간이 흘러 그는 기독교로 개종하고 어머니, 아버지와 함께 전국을 돌아다니며 그들의 감동실화에 대해 이야기했다.

## <거룩한 성(性)과 복음>
위안은 또한 <거룩한 성과 복음 (Holy Sexuality and the Gospel)>이라는 책을 냈는데 이것은 기독교인이 성(性)에 대해 어떻게 생각해야 하는지에 대한 내용을 다루고 있다. 그는 자신의 정체성을 "하나님의 자녀"라고 설명하며 본인처럼 동성적 끌림과 겨루는 독신 기독교인들이 가져야 하는 성경적 정체성에 대해 다음과 같이 표현했다.
“개종을 했다고 해서 (동성애) 유혹이 끝난 것은 아니다. 바울 사도가 ‘육신’(flesh)이라고 표현한 것과의 싸움이 여전히 남아 있으며, 우리의 성적인 정체성(sexual identity)도 그러하다.”
그는 동성애의 유혹과 씨름하는 이들에게 “혼자가 아니라는 사실을 알아야 한다. 당신과 그들 [가족들]은 함께 걷고, 사랑하며, 무슨 일이 있어도 그들과 함께 기도할 것임을 알게 해주어라"라고 말했다.

## 같이 보기
- 사이드 A, B, X, Y (신학)
- 로자리아 버터필드
- 죄 죽임
- 성적 매력
- 동성애와 기독교